# Henrik Larsen (Sportschütze)
Henrik Grimsrud Larsen (* 8. September 1997 in Fredrikstad) ist ein norwegischer Sportschütze. Er ist mehrfacher Welt- und Europameister mit dem Luft- und Kleinkalibergewehr.

## Werdegang
Henrik Larsen wurde in Fredrikstad, Norwegen, geboren und studierte von 2017 bis 2018 an der University of Kentucky (UK), U.S.A. Dort trat er dem Universitäts-Schießteam, den sogenannten Wildcats, bei. 20-jährig gewann Larsen in seinem ersten und einzigen Jahr an der UK mit dem Kleinkalibergewehr den nationalen NCAA Rifle Championship-Titel im Einzel- und Mannschaftswettbewerb. Dabei war Larsen in allen Wettkämpfen der beste Schütze seines Teams. Daraufhin wurde er in das First Team All-American für die Disziplinen Luftgewehr, Kleinkaliber und Freies Gewehr berufen.
Seine ersten internationalen Medaillen konnte Larsen bei den Schieß-Juniorenweltmeisterschaften 2017 in Suhl gewinnen, als er in der Disziplin 50 m Kleinkaliber liegend Team den ersten Platz mit Jon-Hermann Hegg und Benjamin Tingsrud Karlsen belegen konnte. Zusätzlich holte er sich noch eine Bronzemedaille im Einzelwettbewerb des 50 m Kleinkaliber Dreistellungskampf-Wettbewerbs.
Zwei Jahre später hollte sich Henrik Larsen seine erste internationale Goldmedaille, als er bei den Schieß-Europameisterschaften 2019 in Bologna mit Simon Claussen und Jon-Hermann Hegg  den 50 m KK Dreistellungskampf Team-Wettkampf gewann.
2020 konnte sich Larsen für die Olympischen Spiele qualifizieren. In Tokio wurde er im 10 m Luftgewehr Mixed Schießen mit seiner Landsfrau Jeanette Hegg Duestad Zehnte. Im 10 m Luftgewehr-Einzelwettbewerb belegte er mit 627,4 Ringen den 11. Platz. In seinem dritten Start bei Olympia im Kleinkalibergewehr Dreistellungskampf verpasste er das Finale um einen Ring und wurde Neunter.
Seinen ersten Weltmeisterschaftstitel gewann Larsen 2022 in Kairo bei den Schieß-Weltmeisterschaften, als er – erneut mit Simon Claussen und Jon-Hermann Hegg – den ersten Platz belegte. Sein zweiter WM-Titel folgte bereits in 2023, als er mit der Mannschaft erneut triumphierte.
Weitere Goldmedaillen folgten bei den Schieß-Europameisterschaften 10 Meter 2024 in Győr (10 m Luftgewehr Team) und bei den Schieß-Europameisterschaften 10 Meter 2025 in Osijek (10 m Luftgewehr Trio).
Henrik Larsen ist zweifacher norwegischer Landesmeister sowie Gewinner des norwegischen Kongepokal (Königpokals).